# Provincia de Adén

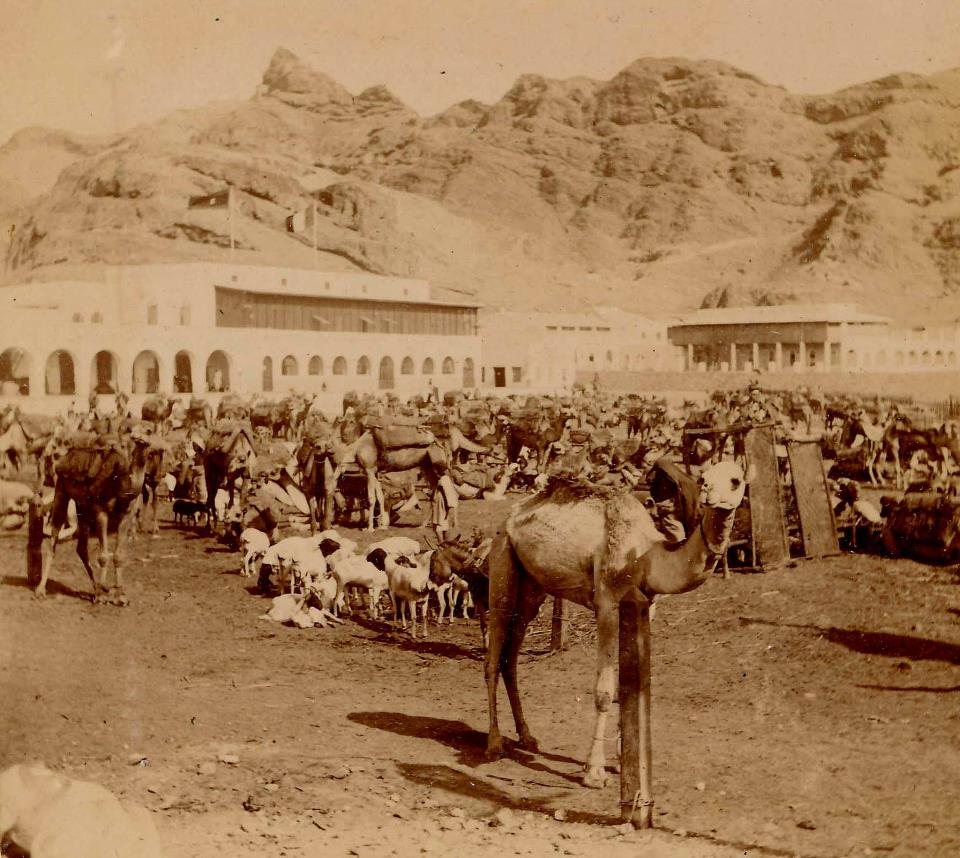
Mercado general de Adén (1899).

Adén, esencialmente el puerto de Adén, fue una provincia del Imperio británico entre 1839 y 1937. Adén era gobernado desde septiembre de 1839 como la provincia de Adén, una "Provincia no Reglamentada» subordinada a la Presidencia de Bombay, y luego como "Provincia Reglamentada» gobernada por un jefe comisionado nombrado por el Gobernador general de la India.
Después de la ocupación británica, Adén pronto se convirtió en un puerto de tránsito y una importante estación carbonera para el comercio entre Europa, la India y el Lejano Oriente. La importancia comercial y estratégica de Adén aumentó considerablemente después de que el Mar Rojo fue examinado y se inauguró el Canal de Suez en 1869. Desde entonces y hasta la década de 1960, el puerto de Adén iba a ser uno de los puertos comerciales más importantes del mundo. Más tarde, la influencia británica se extendería progresivamente en el vasto interior del país y, por el año 1900, el Gobierno británico de la India comenzó a referirse a los nueve protectorados vecinos de Adén, que consiste en el sur de Arabia, como el "Protectorado de Adén». Adén permanecería bajo control británico hasta 1967.
Por la Ley 1935 el territorio fue separado de la India británica y se reorganizó como una colonia de la Corona independiente del Reino Unido, la colonia de Adén; esta separación se hizo efectiva el 1 de abril de 1937.

## Historia
Fundada en 1839 por el Imperio Británico.